# Activitats extraescolars
Les activitats extraescolars són aquelles activitats ofertes fora de l'horari lectiu habitual per part de l'escola o bé d'altres entitats amb un propòsit educatiu. Poden dur-se a terme en els descansos (patis, hora de dinar), abans d'entrar a les classes o bé després de la jornada escolar ordinària. Si depenen de l'escola, solen estar coorganitzades per l'AMPA del centre.
Les extraescolars més comunes són les classes d'idiomes, d'esports i de música per ampliar els coneixements dels alumnes i el reforç escolar en el cas dels estudiants que necessiten millorar les seves qualificacions. La participació en comissions específiques del centre, com la revista escolar, l'equip de mediació o de sortides del curs, pot rebre la consideració d'activitat extraescolar. Les propostes de l'educació no formal que combinen lleure i aprenentatge en són una altra variant.
Arran de la RESOLUCIÓ SLT/2700/2020, de 29 d'octubre, per la qual es prorroguen i es modifiquen les mesures en matèria de salut pública per a la contenció del brot epidèmic de la pandèmia de COVID-19 al territori de Catalunya, es consideren activitats extraescolars totes aquelles activitats que siguin no reglades, tal com indica el punt 12 de la resolució.
L'avaluació d'aquestes és independent de la del currículum educatiu ordinari o pot no regular-se de manera oficial.